# Tachyspiza
Tachyspiza – rodzaj ptaków z podrodziny jastrzębi (Accipitrinae) w obrębie rodziny jastrzębiowatych (Accipitridae).

## Rozmieszczenie geograficzne
Rodzaj obejmuje gatunki występujące w Azji, Melanezji, Australii, Afryce i Ameryce Południowej.

## Morfologia
Długość ciała 22–55 cm, rozpiętość skrzydeł 39–110 cm; masa ciała samic 68–1050 g, samców 78–470 g.

## Systematyka
Rodzaj zdefiniował w 1844 roku niemiecki przyrodnik i paleontolog Johann Jakob Kaup w publikacji własnego autorstwa poświęconej llasyfikacji ssaków i ptaków. Gatunkiem typowym jest (oryginalne oznaczenie) krogulec chiński (T. soloensis).

### Etymologia
- Tachyspiza: gr. ταχυς takhus ‘szybki’; σπιζιας spizias ‘jastrząb’, od σπιζα spiza ‘zięba’, od σπιζω spizō ‘ćwierkać’; πιαζω piazō ‘chwytać’[15].
- Hieraspiza: gr. ἱεραξ hierax, ἱερακος hierakos ‘jastrząb’; σπιζιας spizias ‘jastrząb’, od σπιζα spiza ‘zięba’, od σπιζω spizō ‘ćwierkać’; πιαζω piazō ‘chwytać’[16]. Gatunek typowy (późniejsze oznaczenie): Falco virgatus Temminck, 1822[17].
- Leucospiza: gr. λευκος leukos ‘biały’; σπιζιας spizias ‘jastrząb’, od σπιζα spiza ‘zięba’, od σπιζω spizō ‘ćwierkać’; πιαζω piazō ‘chwytać’[18]. Gatunek typowy (oryginalne oznaczenie): Falco novaehollandiae J.F. Gmelin, 1788.
- Nisastur: zbitka wyrazowa nazw rodzajów: Nisus Lacépède, 1799 oraz Astur Lacépède, 1799[19]. Gatunek typowy (oznaczenie monotypowe): Falco badius J.F. Gmelin, 1788.
- Urospiza: gr. ουρα oura ‘ogon’; σπιζιας spizias ‘jastrząb’, od σπιζα spiza ‘zięba’, od σπιζω spizō ‘ćwierkać’; πιαζω piazō ‘chwytać’[20]. Gatunek typowy (oznaczenie monotypowe): Falco radiatus Temminck, 1822 (= Astur fasciatus Vigors & Horsfield, 1827).
- Scelospiza: gr. σκελος skelos ‘noga’; σπιζιας spizias ‘jastrząb’, od σπιζα spiza ‘zięba’, od σπιζω spizō ‘ćwierkać’; πιαζω piazō ‘chwytać’[21]. Gatunek typowy (oznaczenie monotypowe): Accipiter francesiae A. Smith, 1834.
- Sparvius: fr. Épervier ‘krogulec’, od średniowiecznołac. sparverius ‘krogulec’[22]. Gatunek typowy (późniejsze oznaczenie): Accipiter trinotatus Bonaparte, 1850.
- Eunisus: gr. ευ eu ‘dobry’; rodzaj Nisus Lacépède, 1799[23]. Gatunek typowy (późniejsze oznaczenie): Falco sphenurus[e] Rüppell, 1836[24].
- Eusparvius: gr. ευ eu ‘dobry’; rodzaj Sparvius Bonaparte, 1854[25].
- Nisuoides: rodzaj Nisus Lacépède, 1799; gr. -οιδης -oidēs ‘przypominający’[26]. Gatunek typowy (oznaczenie monotypowe): Nisuoides morelii Pollen, 1866 (= Accipiter francesiae A. Smith, 1834).
- Erythrospiza: gr. ερυθρος eruthros ‘czerwony’; σπιζιας spizias ‘jastrząb’, od σπιζα spiza ‘zięba’, od σπιζω spizō ‘ćwierkać’; πιαζω piazō ‘chwytać’[27]. Gatunek typowy: Astur griseogularis[f] G.R. Gray, 1861.
- Teraspiza: gr. τερας teras, τερατος teratos ‘cud, cudo’ (por. τηρεω tēreō ‘pilnować’); σπιζιας spizias ‘jastrząb’, od σπιζα spiza ‘zięba’, od σπιζω spizō ‘ćwierkać’; πιαζω piazō ‘chwytać’[28]. Gatunek typowy: Falco virgatus Temminck, 1822.
- Chirospizias: gr. χειρ kheir, χειρος kheiros ‘dłoń’; σπιζιας spizias ‘jastrząb’, od σπιζα spiza ‘zięba’, od σπιζω spizō ‘ćwierkać’; πιαζω piazō ‘chwytać’[29].
- Dinospizias: gr. δεινος deinos ‘potężny, straszny’; σπιζιας spizias ‘jastrząb’, od σπιζα spiza ‘zięba’, od σπιζω spizō ‘ćwierkać’; πιαζω piazō ‘chwytać’[30]. Gatunek typowy (oznaczenie monotypowe): Falco poliogaster Temminck, 1824.
- Spilospiza: gr. σπιλος spilos ‘plamka, cętka’; σπιζιας spizias ‘jastrząb’, od σπιζα spiza ‘zięba’, od σπιζω spizō ‘ćwierkać’; πιαζω piazō ‘chwytać’[31]. Gatunek typowy (oznaczenie monotypowe): Accipiter trinotatus Bonaparte, 1850.
- Paraspizias: gr. παρα para ‘blisko’; σπιζιας spizias ‘jastrząb’, od σπιζα spiza ‘zięba’, od σπιζω spizō ‘ćwierkać’; πιαζω piazō ‘chwytać’[32]. Gatunek typowy (oznaczenie monotypowe): Sparvius cirrocephalus Vieillot, 1817.

### Podział systematyczny
Do rodzaju należą następujące gatunki:

- Tachyspiza poliogaster (Temminck, 1824) – krogulec siwobrzuchy
- Tachyspiza badia (J.F. Gmelin, 1788) – krogulec mały
- Tachyspiza butleri (J.H. Gurney, Jr., 1898) – krogulec nikobarski
- Tachyspiza brevipes (Severtsov, 1850) – krogulec krótkonogi
- Tachyspiza soloensis (Horsfield, 1821) – krogulec chiński
- Tachyspiza francesiae A. Smith, 1834 – krogulec malgaski
- Tachyspiza trinotata (Bonaparte, 1850) – krogulec plamosterny
- Tachyspiza hiogaster (S. Müller, 1841) – krogulec rdzawobrzuchy
- Tachyspiza novaehollandiae (J.F. Gmelin, 1788) – krogulec australijski
- Tachyspiza poliocephala (G.R. Gray, 1858) – krogulec nowogwinejski
- Tachyspiza princeps (Mayr, 1934) – krogulec szarobiały
- Tachyspiza fasciata (Vigors & Horsfield, 1827) – krogulec brunatny
- Tachyspiza melanochlamys (Salvadori, 1876) – krogulec czarnogrzbiety
- Tachyspiza albogularis (G.R. Gray, 1870) – krogulec białobrzuchy
- Tachyspiza haplochra (P.L. Sclater, 1859) – krogulec czarnogardły
- Tachyspiza rufitorques (Peale, 1848) – krogulec rdzawoszyi
- Tachyspiza henicogramma (G.R. Gray, 1861) – krogulec molucki
- Tachyspiza luteoschistacea (Rothschild & E. Hartert, 1926) – krogulec białogardły
- Tachyspiza imitator (E. Hartert, 1926) – krogulec żałobny
- Tachyspiza erythropus (Hartlaub, 1855) – krogulec tropikalny
- Tachyspiza minulla (Daudin, 1800) – krogulec skromny
- Tachyspiza gularis (Temminck & Schlegel, 1844) – krogulec japoński
- Tachyspiza virgata (Temminck, 1822) – krogulec orientalny
- Tachyspiza nana (W. Blasius, 1897) – krogulec rdzawopierśny
- Tachyspiza erythrauchen (G.R. Gray, 1861) – krogulec rdzawy
- Tachyspiza cirrocephala (Vieillot, 1817) – krogulec obrożny
- Tachyspiza brachyura (E.P. Ramsay, 1880) – krogulec trójbarwny
- Tachyspiza rhodogaster (Schlegel, 1862) – krogulec różany